# Jeje Lalpekhlua
 Jeje Lalpekhlua Fanai (* 7. Januar 1991 in Hnahthial) ist ein indischer Fußballspieler, der vor allem als Stürmer zum Einsatz kommt. Er steht beim Indian-Super-League-Club Chennaiyin FC aus dem Bundesstaat Tamil Nadu unter Vertrag.

## Karriere

### Verein
Jeje Lalpekhlua wurde von den Goa-Scouts entdeckt und unterschrieb im Alter von 16 Jahren einen Vertrag bei dem erst 2007 gegründeten Club Pune FC, der aufgrund des Bengalenwarans im Logo auch „Red Lizards“ (englisch „rote Eidechsen“) genannt wird.
Zunächst spielte Lalpekhlua in der Jugendabteilung und debütierte dann 2009 im Alter von 18 Jahren bei den Profis, die für die Spielzeit 2009/10 den Aufstieg von der I-League 2nd Division, der zweithöchsten Liga im indischen Fußball, in die darüber liegende I-League geschafft hatten. In dieser Spielzeit erzielte er laut Datenbank zwei Tore. Es folgte für die Spielzeit 2010/11 der ligainterne Wechsel zu den „Pailan Arrows“ (mittlerweile „Indian Arrows“), einem speziell für den indischen Nationalmannschaftsnachwuchs konzipierten Team, das im Hinblick auf die Fußballweltmeisterschaft Spielpraxis im Ligabetrieb sammeln sollte. In dieser Spielzeit bzw. Konstellation gelangen im 13 Tore über die gesamte Spielzeit. Für die Saison 2011/12 kehrte zum Pune FC zurück und erzielte – wie auch in der folgenden Saison – fünf Treffer.
Nach insgesamt drei Saisons für Pune wechselte Lalpekhlua zum Dempo SC aus Goa. Dabei stand er in der Saison 2013/14 in 18 Spielen für kumuliert für etwas über 1.000 Minuten auf dem Platz und schoss dabei fünf Tore.
Nach nur einer Saison verließ er Dempo und auch die I-League, um erstmals für Chennaiyin FC, einem Fußball-Franchise aus Chennai, Tamil Nadu, in der Indian Super League aufzulaufen, der höchsten Liga Indiens neben der I-League. Bis einschließlich der Spielzeit 2018/19 blieb Lalpekhlua diesem Club dahingehend treu, dass er im Wechsel für Mohun Bagan AC in der I-League antrat. Dabei wurde er 2014/15 Meister mit Mohun Bagan sowie 2015 mit Chennaiyin FC.

### Nationalmannschaft
In der indischen Fußballnationalmannschaft der U-20-Männer übernahm er 2010 bei den auch als „South Asian Federation Games“ bekannten Südasienspielen die Rolle des Kapitäns.
Lalpekhlua wechselte faktisch nahtlos in den Seniorenbereich der indischen Fußballnationalmannschaft. Dort errang er bei der Fußball-Südasienmeisterschaft den Sieg bei der Auflage 2015.
Beim Intercontinental Cup 2018, einem 2018 erstmals in Indien ausgetragenen Miniturnier für vier Mannschaften aus drei Regionalkonföderationen des Fußball-Weltverbands FIFA, war er im Vorfeld als Spieler gesetzt. So bestritt er beispielsweise das Finale in der Startaufstellung, auch wenn er nach etwas über 60 Minuten ausgewechselt wurde.

## Erfolge
- I-League: Meister 2014/15 (Mohun Bagan)
- Indian Super League: Meister 2015, 2017/18 (Chennaiyin FC)
- South Asian Football Federation Cup (SAFF Cup): 2015
- Intercontinental Cup 2018